# أبو بكر بن عبد الملك
أبو بكر بكار بن عبد الملك بن مروان بن الحكم بن أبي العاص الأموي القرشي (80 هـ - 132 هـ / 699م - 750م) أمير أموي، وأبوه الخليفة عبد الملك بن مروان وإخوته لأبيه الخُلفاء: الوليد، وسليمان، ويزيد، وهشام، وكان مع الخليفة مروان بن محمد وبقي حتى قتله بنو العباس في معركة نهر أبي فطرس في فلسطين عام 132 هـ.

## نسبه
- هو: بكار بن عبد الملك بن مروان بن الحكم بن أبي العاص بن أمية بن عبد شمس بن عبد مناف بن قصي بن كلاب بن مرة بن كعب الأموي العبشمي القرشي الكناني، ويُكَنى بأبي بكر وقد غلبت كنيته على اسمه فعرف واشتهر بها.[2]
- أمه هي: عائشة بنت موسى بن طلحة بن عبيد الله بن عُثمان بن عمرو بن بن كعب بن سعد بن تيم بن مرة بن كعب التيمية القرشية.[3]